# Africa (televisieserie)
Africa is een Britse natuurfilmdocumentaire voor het eerst uitgezonden in 2013 op BBC One. De natuurserie is ook op Nederland 1 uitgezonden. De zesdelige serie volgt het leven van de wilde dieren van Afrika.
De Britse versie bestaat uit zes delen en wordt gepresenteerd door David Attenborough; de Amerikaanse versie bestaat uit zeven delen en wordt door Forest Whitaker van commentaar voorzien. In de Britse versie zit aan het einde van elke aflevering een minidocumentaire Eye to Eye van zo'n 10 minuten over het maken van de beelden en het wel en wee van de filmers; in de Amerikaanse versie zijn deze zes minidocumentaires samengevoegd tot een eigen, zevende, aflevering.

## Afleveringen

### "Kalahari"
Over de Kalahari en de Namibwoestijn in Zuidwest-Afrika. Door de BBC uitgezonden op 2 januari 2013.
In deze aflevering is onder andere te zien hoe een treurdrongo stokstaartjes van hun eten berooft door de alarmsignalen van deze roofdiertjes te imiteren en hoe roodbekwevers hun nesten beschermen tegen de plunderende sabelsprinkhaan Acanthoplus discoidalis. Zwarte neushoorns vertonen 's nachts sociaal gedrag rond de drinkplaats en mannelijke giraffes vechten met elkaar. Verder zijn er unieke beelden van de Dragon's Breath Cave in Namibië, het grootste onderwatermeer ter wereld, en de hierin levende kieuwzakmeerval Clarias cavernicola. Andere dieren die kort in beeld komen zijn het luipaard, het knobbelzwijn, de steenbokantilope, de struisvogel, de leeuw, een ongespecificeerde spinnendoder en de jachtkrabspin Carparachne aureoflava.
In Eye to Eye zien we het filmen van de neushoorns en de giraffes.

### "Savannah"
Over de savannegebieden van Oost-Afrika. Door de BBC uitgezonden op 9 januari 2013.
In deze aflevering is te zien hoe het savannelandschap in en rond de Grote Slenk in Oost-Afrika beïnvloed wordt door bergen als de 'Mountains of the Moon', het Rwenzori-gebergte en vulkanen als de Nyiragongo. Te zien is onder andere hoe agamen hun leven riskeren door op leeuwen te kruipen om vliegen te vangen en hoe schoenbekooievaars twee eieren leggen, maar als één kuiken zijn jongere broertje of zusje aanvalt het zwakkere jong opofferen. Vogels als drongo's, bijeneters en scharrelaars profiteren van grasbranden door opvliegende insecten te verschalken en kleine flamingo's verblijven met miljoenen tegelijk in het giftige, basische, Bogoriameer. Gigantische groepen van tien miljoen vleerhonden vormen een smakelijke prooi voor kroonarenden, Afrikaanse zeearenden en vechtarenden. Verder is te zien hoe een savanneolifantenmoeder voor de onmogelijke keuze staat om ofwel haar stervende kalf, ofwel de rest van de familie in de steek te laten. Ook komen de berggorilla en het nijlpaard kort in beeld.
De Eye to Eye gaat over het ethische dilemma dat men tegenkwam bij het filmen van een stervend olifantenkalf.

### "Congo"
Over het Kongogebied van Centraal-Afrika. Door de BBC uitgezonden op 16 januari 2013.
Het Kongobekken is het op een na grootste tropisch regenwoud ter wereld en herbergt de meeste diersoorten van heel Afrika. In deze aflevering is onder andere te zien hoe een chimpansee met behulp van takken een bijennest openbreekt om de honing te eten en hoe een vrouwelijke rotspython in de zon moet opwarmen om die warmte vervolgens door te geven aan haar eieren. Witnekkaalkopkraaien bouwen hun nest onder overhangende rotsen en bosolifanten hebben vaste routes door het bos en komen op de vlakte van Dzanga Bai samen en paren daar ook. Het strand van Loango in Gabon is een van de weinige plekken waar oerwoud en oceaan elkaar ontmoeten, op het strand komen onder andere bosbuffels, nijlpaarden, bosolifanten, Westelijke gorilla's en penseelzwijnen samen. Andere dieren die kort in beeld komen zijn een rietkikker uit het geslacht Afrixalus, de vlindervis, de kwastsnoek Polypterus congicus en de Afrikaanse schaarbek. Ook zijn er lichtgevende schimmels te zien.
Eye to Eye gaat dit keer over de moeilijkheden van het filmen in de Kongo en de zoektocht naar de honingstelende chimpansee.

### "Cape"
Over de invloed van zeestromen op Zuidelijk Afrika. Door de BBC uitgezonden op 23 januari 2013.
De oostkant van Zuidelijk Afrika wordt beïnvloed door de warme Agulhasstroom, terwijl aan het westen de koude Benguelastroom domineert. Jonge soepschildpad ondernemen de levensgevaarlijke tocht van ei naar zee en worden daarbij aangevallen door wouwen (Milvus aegyptius), schildraven en spookkrabben. De Agulhasstroom zorgt voor veel regen in het binnenland van Mozambique, waar rond Mount Mabu een bijzonder regenwoud ontstaan is met een grote soortenrijkheid, met name aan vlinders. Verder stroomafwaarts ontstaan moerassen zoals de Gorongosa waar meervallen en vogels zich te goed aan vissen. De horsmakreel Caranx ignobilis is een formidabele jager die af en toe om nog onbekende redenen rivieren inzwemt om daar rondjes te draaien. Aan de westkust van Zuid-Afrika broeden zwartvoetpinguïns, maar soms hebben ze het zo warm dat ze hun eieren opgeven. Namakwaland is normaliter een woestijn, maar vochtige koele mist zorgt voor bloeiende bloemen, die door bladsprietkevers worden gebruikt om te slapen en te paren. Springbokken vertonen aparte capriolen waar ze hun naam aan te danken hebben. Tot slot zien we hoe gigantische scholen sardines worden verschalkt door witte haaien, zeevogels, dolfijnen, Brydevinvissen en zeeleeuwen.
Eye to Eye laat zien hoe de BBC de net uit het ei gekropen soepschildpadden gefilmd heeft op de Comoren.

### "Sahara"
Over de Saharawoestijn in Noord-Afrika. Door de BBC uitgezonden op 30 januari 2013.
Vroeger was Noord-Afrika een vruchtbaar gebied waar vele diersoorten voorkwamen, tegenwoordig zijn vele van deze diersoorten ofwel uitgestorven, ofwel naar de randen van de woestijn verjaagd. De berberaap is verbannen naar de kleine vruchtbare strook tussen de Sahara en de Middellandse Zee en komt vooral voor in het Atlasgebergte. Ook Grévyzebra's, addaxen en de bizarre eusociale naakte molrat leven aan de rand van de woestijn. Planten zoals de roos van Jericho (Anastatica) zijn zo geëvolueerd dat ze jarenlang dood kunnen zijn tot ze eindelijk weer eens in een poel rollen en kunnen gaan bloeien. Bewijzen dat de Sahara vroeger vruchtbaarder was zien we onder meer in versteende bossen en ruïnes met tekeningen van dieren die niet meer in het noorden van Afrika voorkomen. De dromedaris wordt wel het schip der woestijn genoemd en is eeuwenlang onmisbaar geweest voor de lokale bevolking. In kleine oases leven muilbroedende tilapia's, maar die worden bejaagd door de woestijnkrokodil Crocodylus suchus. Boerenzwaluwen en huiszwaluwen trekken de Sahara over, maar als ze onderweg uitrusten bij een giftige oase, overleven ze door vliegen te eten die vol zitten met zoet water. Dit wordt ook door kwikstaarten gedaan. Overige dieren die deze aflevering in beeld komen zijn een mestkever, een franjeteenleguaan (geslacht Uma) en de zilvermier Cataglyphis bombycina.
In Eye to Eye zien we het filmen van de mieren in Egypte en het filmen van de veranderingen in de duinen over een periode van achttien maanden in Libië.

### "The Future"
Over hoe de mens omgaat met het milieu en de toekomst van de Afrikaanse fauna. Door de BBC uitgezonden op 6 februari 2013.
De bevolking van Afrika groeit enorm en deze bevolkingsgroei leidt tot habitatverlies voor met name de grote wilde zoogdieren. Zwarte neushoorns hebben zwaar te kampen met wildstroperij omdat hun hoorns op de zwarte markt in Azië hun gewicht in goud waard zijn. Andere dieren worden bejaagd voor hun vlees en verkocht als bushmeat of juist gebruikt als alternatief voor rund- of geitenvlees. Bij de Masai in Kenia was het vroeger gebruikelijk om leeuwen te doden als ze te dicht bij het vee kwamen, nu worden moderne technieken ingezet om leeuwen te ontlopen. De berggorilla was ooit bijna uitgestorven, maar dankzij intensieve bescherming, onder meer betaald met de inkomsten van ecotoerisme, is er nu weer een levensvatbare populatie. Savanneolifanten hebben meer last van droogte dan vroeger omdat ze van oudsher altijd honderden kilometers reisden op zoek naar vruchtbaardere gebieden, maar door de opkomst van de mens de leefgebieden opgeknipt zijn; ecoducten vormen een oplossing. Gelada's kwamen vroeger in heel Afrika voor, maar er is nog maar één soort over die alleen voorkomt in het Ethiopisch Hoogland. Ook bossen en soepschildpadden worden tegenwoordig intensief beschermd.
De laatste Eye to Eye gaat over de moeilijkheden van het filmen in het wild, waar rondwandelende buffels en stelende apen een continue bedreiging vormen. Een blind jonkie van de zwarte neushoorn leidt tot veel ontroering bij de medewerkers van de BBC.